# Reka Lazăr-Szabo

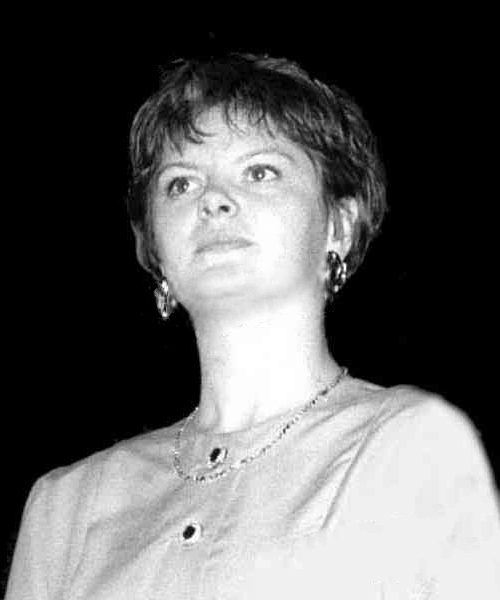
Reka Lazăr-Szabo

Reka Zsofia Lazăr-Szabo (ung. Szabó-Lázár Réka; * 11. März 1967 in Brașov) ist eine ehemalige rumänische Florettfechterin. Sie war zweifache Weltmeisterin.

## Karriere
Reka Lazăr-Szabo war für die Fechtabteilung von Steaua Bukarest aktiv. 1987 gewann sie bei den Weltmeisterschaften in Lausanne Silber mit der rumänischen Mannschaft. 1988 bei ihren ersten Olympischen Spielen in Seoul belegte sie im Florett-Einzel den 21. Platz. 1992 in Barcelona erfocht die rumänische Mannschaft mit ihr Bronze hinter den Teams aus Italien und Deutschland, im Einzel erreichte sie den sechsten Platz. 1993 zog sie mit ihrem Mann Vilmoș Szabo und dem gemeinsamen Sohn Matyas nach Deutschland um. Sie startete danach für den TSV Bayer Dormagen.
1994 gewann sie in Athen bei den Weltmeisterschaften sowohl im Einzel als auch mit der Mannschaft. 1995 wurde sie in Keszthely Einzeleuropameisterin und gewann bei den Weltmeisterschaften in Den Haag Silber hinter der italienischen Mannschaft aber vor der deutschen. Bei ihrer dritten Teilnahme an den Olympischen Spielen 1996 in Atlanta war das Ergebnis wieder die italienische vor der rumänischen vor der deutschen Mannschaft, im Einzel wurde es für sie der 19. Platz.
1997 gewann sie bei den Weltmeisterschaften in Kapstadt Silber mit der Mannschaft, ebenfalls 1998 in La Chaux-de-Fonds, bei der Europameisterschaft 1998 in Plowdiw erfocht sie Bronze im Einzel. Bei der Europameisterschaft 1999 in Bozen gewann sie Silber mit der Mannschaft. 2000 errang sie bei der Europameisterschaft in Funchal Silber im Einzel und mit der Mannschaft. Bei den Olympischen Spielen in Sydney belegte Lazăr-Szabo im Florett-Einzel den achten Platz. 2001 errang sie bei der Europameisterschaft in Koblenz Bronze mit der Mannschaft, ebenfalls bei den Weltmeisterschaften 2002 in Lissabon und bei den Weltmeisterschaften 2003 in Havanna.
Nach ihrer aktiven Zeit arbeitete Reka Lazăr-Szabo kurz als Trainerin beim TSV Bayer Dormagen. Seit September 2013 ist Reka Lazăr-Szabo hauptberufliche Leistungssportkoordinatorin für das Fechten in Nordrhein-Westfalen. Im Oktober 2016 wurde sie zur Vizepräsidentin Sport und Jugendsport des Deutschen Fechter-Bundes gewählt.